# Crumiria

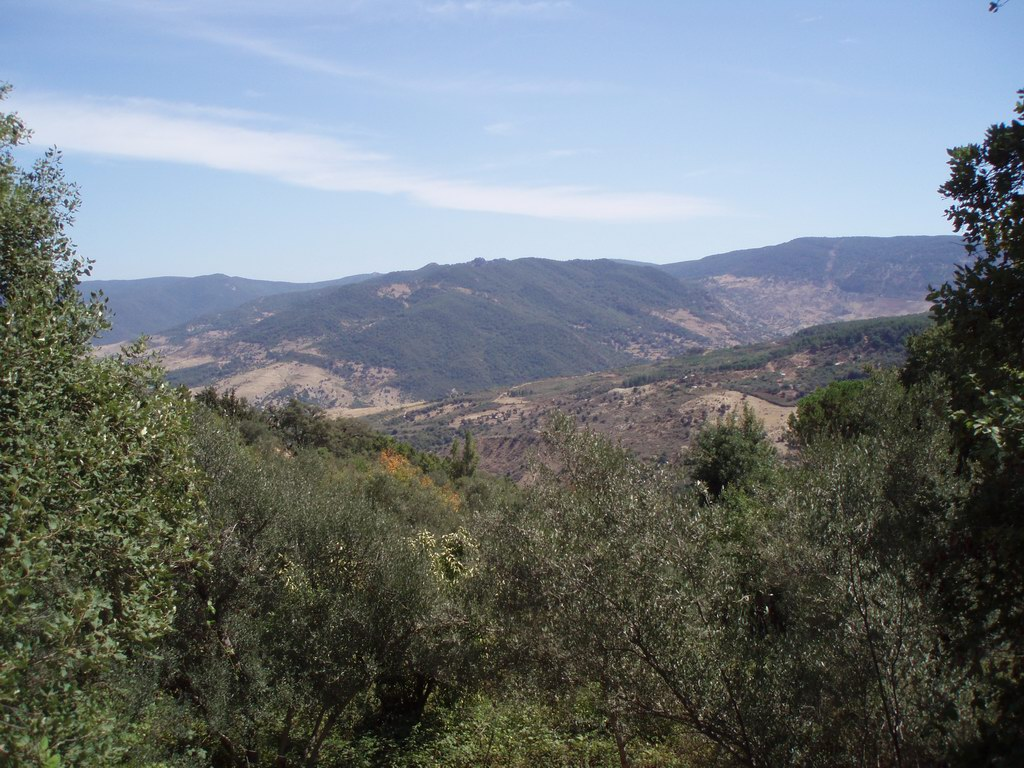
La Crumiria tunisina.

La Crumiria (o Krumiria, in arabo جبال خمير‎?) è una regione montuosa del Maghreb che si estende principalmente sui governatorati tunisini di Jendouba e Béja e, in misura minore il governatorato di Biserta e la provincia algerina di El Tarf.

## Storia e geografia
Deve il nome ad un popolo locale, quello dei Crumiri appunto, e si estende dall'Algeria occidentale fino al Djebel Abiod in Tunisia. È delimitata a nord dal mar Mediterraneo e a sud dalla valle della Medjerda. La Crumiria è ricoperta da estese foreste di querce da sughero e, con precipitazioni annue comprese tra 1000 e 1500 mm, è una delle zone più umide dell'Africa settentrionale.